# Изучая по опыту. Часть I
«Изучая по опыту. Часть I», другие русские названия — «Знания из опыта», «Учись по опыту»; (яп. 禍福　前篇: кафуку дзэмпэн; англ. Learn from Experience, Part I) — японский чёрно-белый фильм-драма режиссёра Микио Нарусэ, вышедший на экран в 1937 году. Фильм снят по роману Кикути Кана. Главные роли исполнили популярные звёзды довоенного кино Японии Минору Такада и Такако Ириэ.

## Сюжет
Богатая молодая женщина Тоёми влюблена в человека её сословия Синтаро. Но отец Синтаро желает женить сына на ещё более богатой невесте Юриэ. Во избежание этого брака двое молодых влюблённых бегут в Токио, чтобы жить вместе. Когда Синтаро вернётся в родительский дом, чтобы объявить о своём намерении жениться на Тоёми, убеждения и запугивания всё же берут верх и отец принуждает непокорного сына жениться на Юриэ. В то время, как Синтаро уехал домой, Тоёми позже также едет отдохнуть со своей школьной подругой Митико в родные края, но не желает выйти из дома на улицы своего города, чтоб не столкнуться с Синтаро. Она чувствует что-то неладное, ибо от него так долго не было никаких известий. Однако, Митико, вышедшая в город, сталкивается здесь с Синтаро и Юриэ, и требует объяснений от жениха своей подруги.

## В ролях
- Минору Такада — Синтаро Минагава
- Такако Ириэ — Тоёми Фунада
- Тиэко Такэхиса — Юриэ Маяма, невеста Синтаро
- Юмэко Айдзомэ — Митико Такидзава, подруга Тоёми
- Садао Маруяма — отец Синтаро
- Юрико Ханабуса — мать Синтаро
- Сэцуко Хорикоси — Сэцуко, сестра Синтаро
- Акира Убуката — Сёдзи, брат Синтаро
- Каору Ито — Масаскэ, младший брат Синтаро
- Ко Михаси — отец Тоёми
- Тосико Ито — мать Тоёми
- Ё Сиоми — отец Юриэ
- Рикиэ Сандзё — мать Юриэ
- Хэйхатиро Оокава — Тацуо Хаякава
- Дзэмпэй Сага — Ота
- Тидзуко Канда — подруга Тоёми
- Тамаэ Киёкава — госпожа Нарусава

## Премьеры
- — национальная премьера фильма состоялась 1 октября 1937 года[1].

## Комментарии
1. ↑  Русское название «Изучая по опыту. Часть I» упоминается в энциклопедическом издании «Режиссёрская энциклопедия: Кино Азии, Африки, Австралии, Латинской Америки» (стр. 78), другие русские названия «Знания из опыта» и «Учись по опыту» встречаются на некоторых сайтах в рунете.